# (38016) 1998 KV65
1998 KV65 (asteroide 38016) é um asteroide da cintura principal. Possui uma excentricidade de 0.18255630 e uma inclinação de 17.58782º.
Este asteroide foi descoberto no dia 27 de maio de 1998 por LINEAR em Socorro.